# Othresypna fenella
Othresypna fenella är en fjärilsart som beskrevs av Swinhoe 1902. Othresypna fenella ingår i släktet Othresypna och familjen nattflyn. Inga underarter finns listade i Catalogue of Life.